# Rybno (Varmia-Masuria)
Rybno (Ribben in tedesco) è un comune rurale polacco del distretto di Działdowo, nel voivodato della Varmia-Masuria.
Ricopre una superficie di 147,46 km² e nel 2004 contava 7 180 abitanti.
Città natale di Hellmuth Will, Oberburgmeister di Koenigsberg (Kaliningrad) dal 1933 al 1945.
Comunità urbane e rurali:
| - Dębień (Eichwalde) - Grabacz (Grabacz) - Gralewo Stacja - Grądy (Grunden) - Gronowo (Gronau) - Hartowiec (Hartowitz) - Jeglia (Jeglia) | - Kopaniarze (Kopaniarze) - Koszelewki (Klein Koschlau) - Koszelewy (Groß Koschlau) - Naguszewo (Naguszewo) - Nowa Wieś (Neudorf) - Prusy (Preußen) - Rapaty (Marienhain) | - Rumian (Rumian) - Rybno (Rybno) - Szczupliny (Sczuplienen) - Truszczyny (Truszczyn) - Tuczki (Tautschken) - Żabiny (Seeben) |

Altre località minori: Groszki (Groschken), Kostkowo (Kosten), Lesiak (Leschaken, Preußenwall dal 1938 al 1945), Wery (Werry).